# 沙赫拉斯蒂烏帕齊拉
沙赫拉斯蒂乌帕齐拉是孟加拉国吉大港縣的一个乌帕齐拉，位於吉大港专区的堅德布爾縣。。

## 人口
據1991年孟加拉國人口普查，沙赫拉斯蒂共有戶數31,212戶，人口180,643人。其中男性佔比48.59%，女性佔比51.41%；成年人口84,718人。該地7歲以上人口之平均識字率為43.0%。